# Lehman (Familienname)
Lehman ist ein Familienname. Zu Herkunft und Bedeutung siehe Lehmann.

## Namensträger
- Ari Lehman (* 1965), US-amerikanischer Schauspieler und Musiker
- Emery Lehman (* 1996), US-amerikanischer Eisschnellläufer
- Ernest Lehman (1915–2005), US-amerikanischer Drehbuchautor
- Gladys Lehman (1892–1993), US-amerikanische Drehbuchautorin
- Herbert H. Lehman (1878–1963), US-amerikanischer Politiker
- Henry Lehman (um 1822–1855), deutschamerikanischer Geschäftsmann, Gründer von Lehmann Brothers
- John Lehman (* 1942), US-amerikanischer Banker, Autor und Politiker
- Kristin Lehman (* 1972), kanadische Schauspielerin
- Leo Lehman (1926–2005), polnisch-britischer Dramatiker und Drehbuchautor
- Manny Lehman (1925–2010), deutsch-amerikanischer Informatiker und Hochschullehrer
- Philippe Lehman, französisch-amerikanischer Musikproduzent und Labelbetreiber
- Richard H. Lehman (* 1948), US-amerikanischer Politiker
- Robin Lehman, US-amerikanischer Dokumentarfilmer, Kameramann, Regisseur, Drehbuchautor und Filmschaffender
- Russell Sherman Lehman, US-amerikanischer Mathematiker
- Scott Lehman (* 1986), kanadischer Eishockeyspieler
- Serge Lehman (* 1964), französischer Schriftsteller und Comicautor
- Steve Lehman (* 1978), US-amerikanischer Jazz-Saxofonist
- Tom Lehman (* 1959), US-amerikanischer Golfspieler
- William Lehman (Fußballspieler) (1901–1979), US-amerikanischer Fußballspieler
- William Lehman (Politiker) (1913–2005), US-amerikanischer Politiker (Florida)
- William Eckart Lehman (1821–1895), US-amerikanischer Politiker (Pennsylvania)